# Ель-Джем (округ)
Ель-Джем (араб. معتمدية الجم) — округ в Тунісі. Входить до складу вілаєту Махдія. Центр округу — м. Ель-Джем. Станом на 2004 рік загальна чисельність населення становила 41064 особи.